# Alfred Enoch
Alfred Lewis «Alfie» Enoch (Londres, 2 de diciembre de 1988) es un actor británico, conocido principalmente por haber interpretado el personaje de Dean Thomas en la saga de películas de Harry Potter, y a Wes Gibbins en el drama legal de ABC, How to Get Away with Murder.

## Biografía
Enoch nació el 2 de diciembre de 1988 en Westminster, Londres, como hijo del también actor, William Russell, y su segunda esposa, Etheline Margareth Lewis, una médica de origen barbadense-brasileño. Por esta razón posee la ciudadanía británica tanto como la brasileña. Tiene tres medio-hermanos por parte paterna.
Asistió a Westminster School,un colegio público en Londres, y se graduó en el The Queen's College de la Universidad de Oxford con bachiller universitario en lenguas modernas emn 2012.

## Carrera

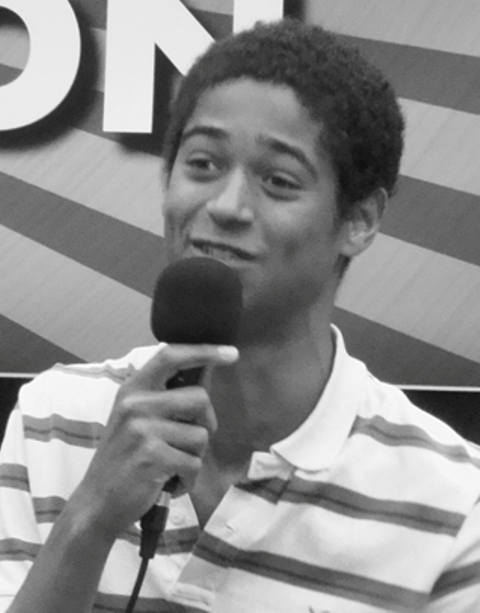
Enoch en la London Film and Comic Con de 2011

En 2001, Enoch debutó como actor interpretando a Dean Thomas en Harry Potter y la piedra filosofal. Al principio, Enoch se mostró reacio a hacer la audición, ya que no se le ocurrían muchos personajes negros de “Harry Potter”. Sin embargo, lo hizo e interpretó al personaje durante toda la franquicia. También prestó su voz al personaje en varios videojuegos de Harry Potter.
Después de las películas de «Harry Potter», Enoch apareció en varias obras de teatro en Londres, entre ellas «Coriolanus», «Timón de Atenas», «Antígona» y «Happy New Year». Hizo una aparición especial como Stephen Bainbridge, el guardia sanguinario, en el episodio «The Sign of Three» de la serie Sherlock. En 2014, Enoch comenzó a interpretar a Wes Gibbins en la serie de drama legal de la ABC How to Get Away with Murder, producida por Shonda Rhimes. 

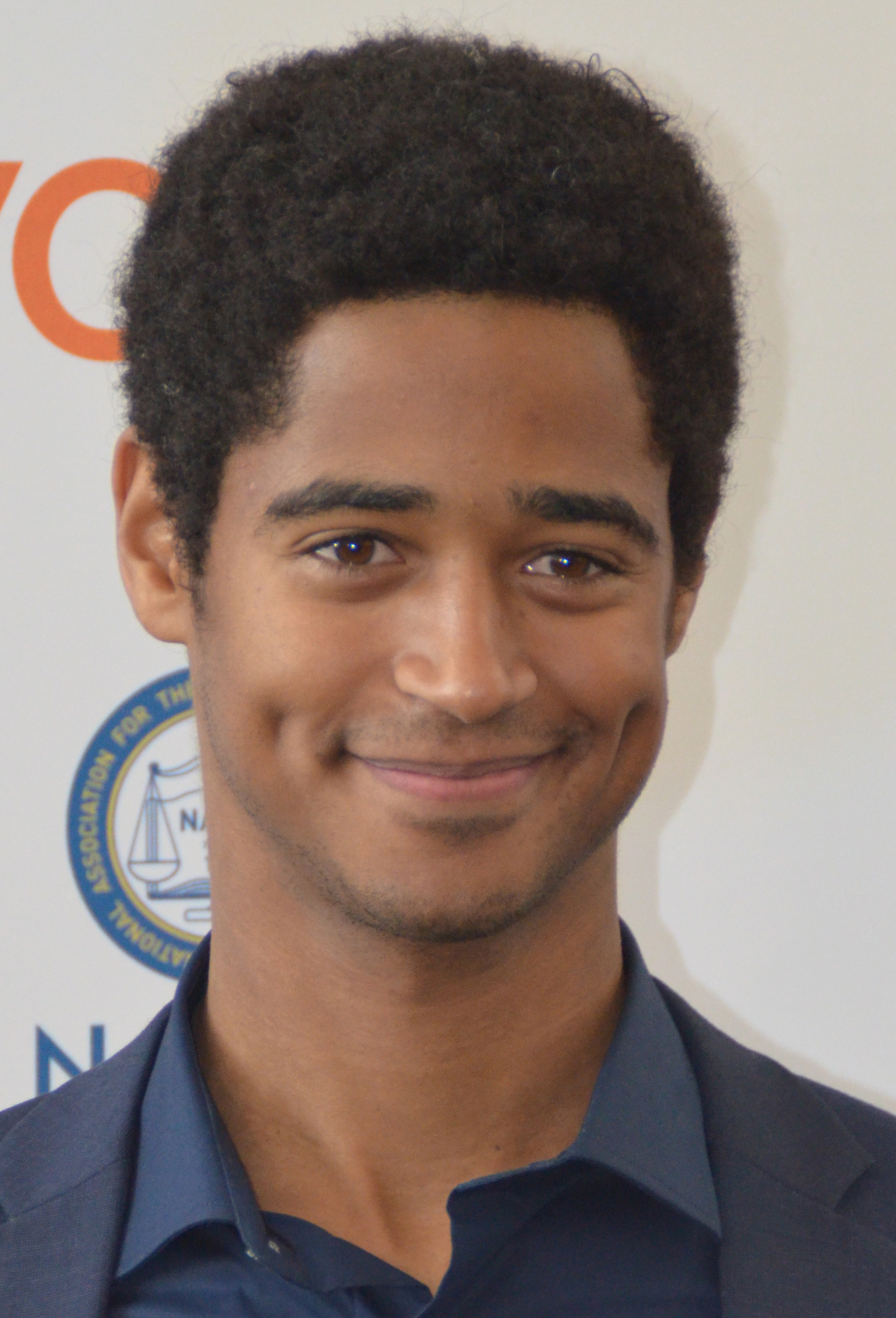
Enoch en los NAACP Image Awards en 2015.

En 2016, Enoch interpretó a Edgar/Poor Tom en la aclamada coproducción de la Talawa Theatre Company y el Manchester Royal Exchange de El rey Lear, por la que recibió muchos elogios por su caracterización y la fisicidad que aportó a los papeles. 
Enoch regresó al West End en la reposición de 2018 de Red en el Wyndham's Theatre, protagonizada junto a Alfred Molina.  Ese mismo año, interpretó a Eneas en la miniserie de BBC ONE y Netflix Troya: La caída de una ciudad. Al año siguiente, Enoch interpretó el papel protagonista de Jamie McCain en la serie dramática de la BBC Trust Me, en la temporada 2.
En 2020, Enoch regresó para dos episodios de la sexta temporada de How to Get Away with Murder, pero en un papel diferente, el de la versión adulta de Christopher Castillo, el hijo de Wes. Ese mismo año, interpretó a Antônio en Executive Order y Ryan en Tigers.
En 2021, interpretó a Romeo en una producción de Romeo y Julieta en el Teatro Globe de Londres, Raych Seldon en la serie de ciencia ficción de Apple TV+ Fundación, y Harry Wotton en una adaptación de 2021 de El retrato de Dorian Gray.
Enoch volvió al especial Harry Potter 20th Anniversary: Return to Hogwarts en 2022. Interpretó al dramaturgo en «Shades of Blue» en el Sadler's Wells en mayo de ese mismo año. Enoch también interpretó a Adam en This is Christmas.
En 2023, Enoch interpretó a Pete en la serie de televisión The Couple Next Door y Tom en The Critic. Ese mismo año interpretó a Gabe en la obra de teatro radiofónica de la BBC People Who Knew Me. 
En 2025, Enoch interpretó al Sr. (Doctor) Lidderdale en la serie histórica de televisión de cuatro episodios de la BBC titulada Miss Austen.

## Teatro
| Año  | Título                      | Papel             | Notas                                                                                                  |
| ---- | --------------------------- | ----------------- | --- |
| 1999 | The Ballad of Salomon Pavey | Kit Webster       | National Youth Music Theatre at Shakespeare's Globe & Tour                                             |
| 2008 | The Tempest                 | Ferdinand         | Tomahawk Theatre                                                                                       |
| 2011 | The Seagull                 | Trigorin          | Oxford Playhouse                                                                                       |
| 2011 | Dinner                      | Mike              | Edinburgh Fringe Festival                                                                              |
| 2012 | Happy New                   | Brothers Danny    | Made professional London stage debut at the Old Red Lion.                                              |
| 2012 | Timon of Athens             | Philotus          | National Theatre                                                                                       |
| 2012 | Antigone                    | Chorus            | National Theatre                                                                                       |
| 2014 | Coriolanus                  | Titus Lartius     | Donmar Warehouse                                                                                       |
| 2016 | King Lear                   | Edgar/Poor Tom    | Royal Exchange                                                                                         |
| 2018 | Red                         | Ken               | Wyndham's Theatre/MGC                                                                                  |
| 2019 | Tree                        | Kaleo             | Young Vic theatre                                                                                      |
| 2020 | CRAVE                       | B                 | Chichester Festival Theatre                                                                            |
| 2020 | What A Carve Up!            | Raymond Owen      | The Barn Theatre, Lawrence Batley Theatre and New Wolsey Theatre (Online)                              |
| 2021 | The Picture of Dorian Gray  | Lord Henry Wotton | Theatr Clwyd, Barn Theatre, Oxford Playhouse, the New Wolsey Theatre, Lawrence Batley Theatre (Online) |
| 2021 | Watch on the Rhine          | David             | Broadway's Best Shows (U.S) (Online)                                                                   |
| 2021 | Romeo and Juliet            | Romeo             | Shakespeare's Globe                                                                                    |
| 2022 | Shades of Blue              |                   | Dramaturg only. Sadler's Wells Theatre                                                                 |
| 2022 | As You Like It              | Orlando           | Soho Place                                                                                             |
| 2024 | Pericles                    | Pericles          | Swan Theatre, Stratford-Upon-Avon                                                                      |

## Filmografía

### Cine
| Año  | Título                                        | Papel             | Notas                                           |
| ---- | --------------------------------------------- | ----------------- | ----------------------------------------------- |
| 2001 | Harry Potter and the Philosopher's Stone      | Dean Thomas       | Elenco secundario, películas de Warner Brothers |
| 2002 | Harry Potter and the Chamber of Secrets       | Dean Thomas       | Elenco secundario, películas de Warner Brothers |
| 2004 | Harry Potter and the Prisoner of Azkaban      | Dean Thomas       | Elenco secundario, películas de Warner Brothers |
| 2005 | Harry Potter and the Goblet of Fire           | Dean Thomas       | Elenco secundario, películas de Warner Brothers |
| 2007 | Harry Potter and the Order of the Phoenix     | Dean Thomas       | Elenco secundario, películas de Warner Brothers |
| 2009 | Harry Potter and the Half-Blood Prince        | Dean Thomas       | Elenco secundario, películas de Warner Brothers |
| 2011 | Harry Potter and the Deathly Hallows – Part 2 | Dean Thomas       | Elenco secundario, películas de Warner Brothers |
| 2020 | Medida Provisória                             | Antônio Rodrigues | Protagonista, película                          |
| 2020 | Tigers                                        | Ryan              | Elenco principal, película                      |
| 2020 | What a Carve Up!                              | Ryan              | Elenco principal, película                      |
| 2021 | The Picture of Dorian Gray                    | Harry Wotton      | Elenco principal, película                      |
| 2022 | This Is Christmas                             | Adam              | Protagonista película de TV Sky                 |
| 2023 | The Critic                                    | Tom Tunner        | Elenco principal, película                      |

### Televisión
| Año       | Título                                            | Papel                                     | Notas                                                                         |
| --------- | ------------------------------------------------- | ----------------------------------------- | ----------------------------------------------------------------------------- |
| 2013      | Broadchurch                                       | Sam Taylor                                | Elenco principal, episodio piloto                                             |
| 2013      | Mount Pleasant                                    | Alex                                      | Invitado 1 episodio, serie de TV                                              |
| 2014      | Sherlock                                          | Stephen Bainbridge                        | Invitado 1 episodio, serie de TV BBC                                          |
| 2014–2020 | How to Get Away with Murder                       | Wesley "Wes" Gibbins/Christopher Castillo | Elenco principal (temporada 1-3), invitado (temporada 4 y 6), serie de TV ABC |
| 2018      | Troy: Fall of a City                              | Aeneas                                    | Elenco principal, miniserie de TV (8 episodios)                               |
| 2019      | Trust Me                                          | Jamie McCain                              | Elenco principal, serie de TV (temporada 2)                                   |
| 2021–2023 | Foundation                                        | Raych Seldon                              | Elenco recurrente, serie de TV (6 episodios)                                  |
| 2022      | Harry Potter 20th Anniversary: Return to Hogwarts | El mismo                                  | Especial de TV Max                                                            |
| 2023      | The Couple Next Door                              | Pete                                      | Elenco principal, miniserie de TV (6 episodios)                               |
| 2025      | Miss Austen                                       | Mr. (Doctor) Lidderdale                   | Elenco principal, miniserie de TV (4 episodios)                               |